# Evarcha paralbaria
Evarcha paralbaria là một loài nhện trong họ Salticidae.
Loài này thuộc chi Evarcha. Evarcha paralbaria được Da-xiang Song & Jian-yuan Chai miêu tả năm 1992.